# 크샤마 사완트

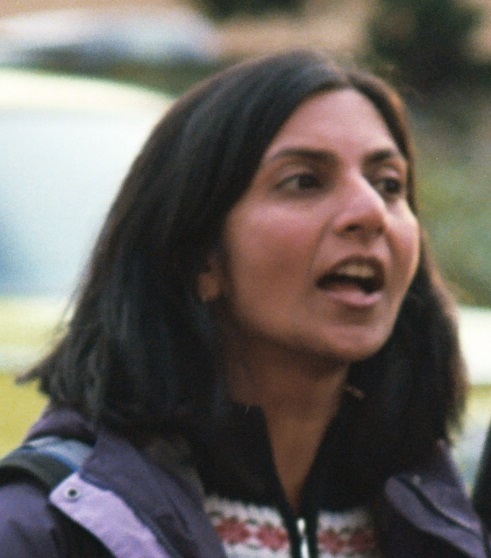
크샤마 사완트

크샤마 사완트(Kshama Sawant, 1973년 10월 17일 인도 푸네 ~ )는 미국의 정치가로 대안 (미국)|대안 사회주의]]당 당원이자, 미국 시에틀 시의원이다.